# St. Bartholomäus (Großlöbichau)

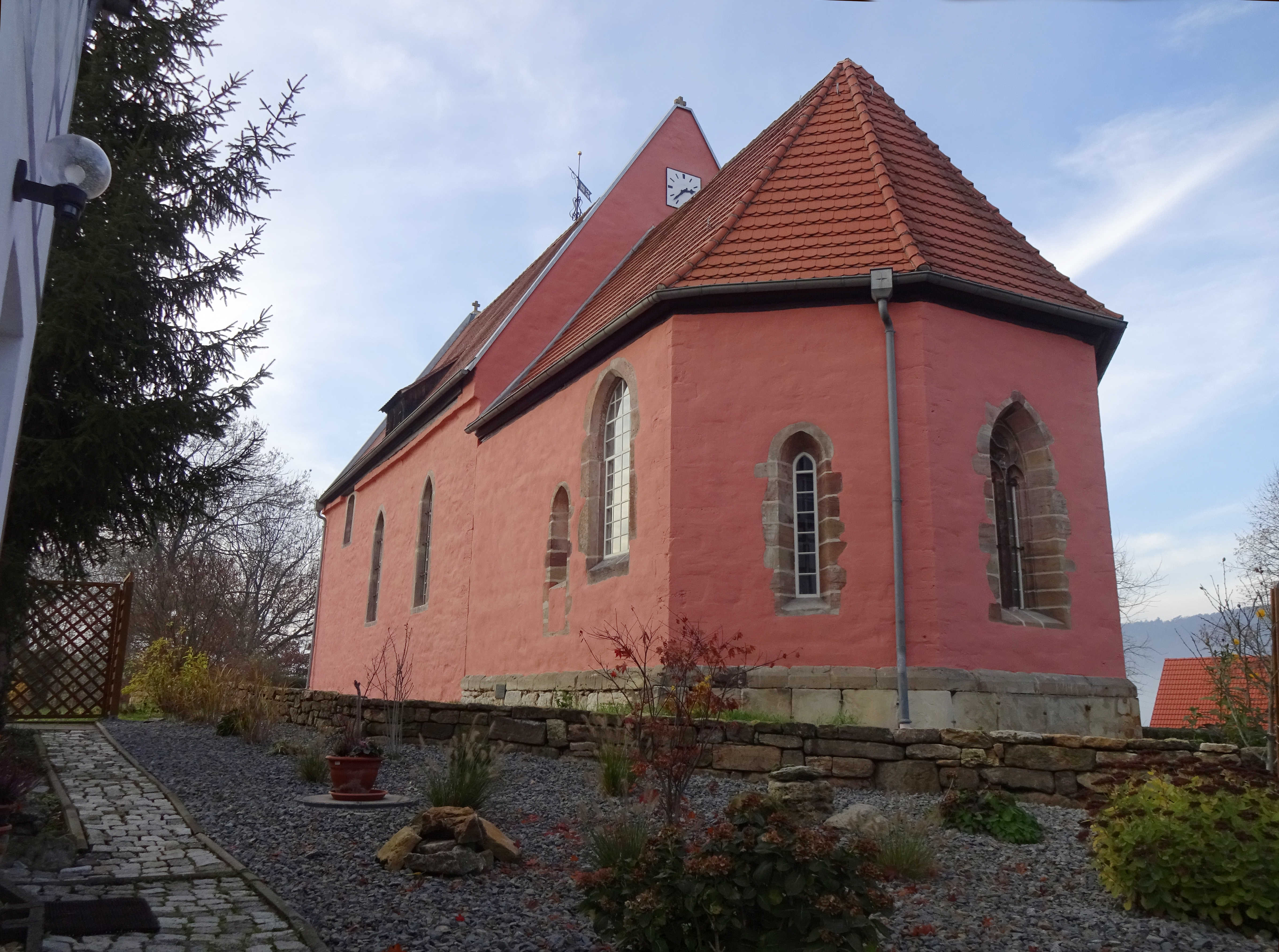
Die Kirche im Jahr 2019

Die Dorfkirche St. Bartholomäus steht in der Gemeinde Großlöbichau im Saale-Holzland-Kreis in Thüringen. Die Kirche gehört zum Kirchenkreis Jena.

## Lage
Die Kirche liegt zentral zum ursprünglichen Umfeld der Bewohner.
Die Kirche liegt am Kirchenradweg Jena – Thalbürgel.

## Geschichte

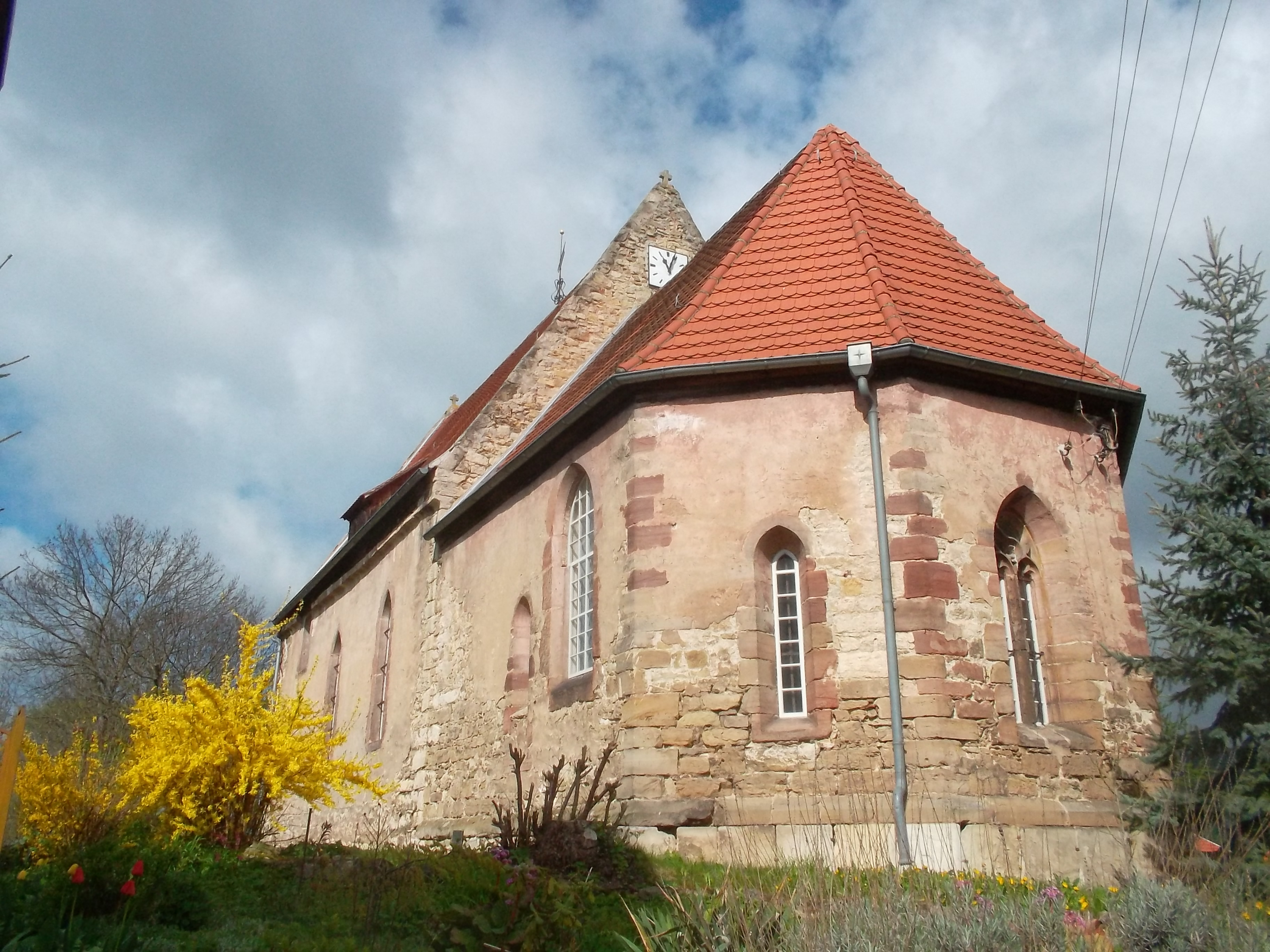
Die Kirche im Jahr 1997

Eine Kirche in Großlöbichau wird erstmals in einer Urkunde vom 20. März 1252 erwähnt. In einer Urkunde aus dem Jahr 1287 wird die Kirche in major Lubichove (Großlöbichau) erstmals mit ihrem Patron Bartholomäus als Bartholomäikirche erwähnt.
Kirchenschiff, Triumphbogen und Eingangsportal sind romanischen Ursprungs. Das ursprüngliche Kirchengebäude ist heute noch in der Gestalt des Langhauses überliefert. Die romanische Apsis des Chores wurde im 14. Jahrhundert abgebrochen. An deren Stelle errichtete man 1347 einen einfachen lang gestreckten, dreiseitig polygonal endenden gotischen Chor. Weitere Umbaumaßnahmen sind ins Ende des 17. Jahrhunderts zu datieren. In dieser Zeit erhielt auch die Südseite des Langhauses Spitzbogenfenster. Im Jahr 1881 erfolgte eine Instandsetzung der Kirche und 1978 bis 1981 eine Renovierung des Innenraumes. 2018 wurde die Ost- und Nordseite des Gebäudes saniert.

## Architektur
Die erste Kirche ist heute noch als schlichtes Gebäude vorhanden. Es hat eine flache Holzdecke und keinen Turm.
Die Kirche wird an der Nordseite betreten. An der Nordwand befindet sich ein romanisches Portal mit einer eingemeißelten Inschrift, die Plebanus, den Leutpriester, Heinrich von Lucka und die Jahreszahl 1347 benennt.
Im Kirchenschiff schließt sich ein rundbogiger Triumphbogen an. Durch ihn ist der Zugang zum Chor. Der Bogen lastet auf einer einfachen Kämpferplatte, die auf hohen Gesimsen lagert. Der gotische Chor besitzt Lanzettfenster. Zwei größere Maßwerkfenster wurden in späterer Zeit hinzugefügt. Der Chor steht im Süden in derselben Flucht mit dem Langhaus, im Norden hingegen tritt er hinter diesem zurück. An der Nordwand des Chores ist ein polygonal hervortretender, spätgotischer Sakramentenschrein eingelassen.
Die Wände des Kirchenschiffes werden durch jeweils eine Empore gegliedert, die im Norden ist zweigeschossig ausgeführt.
Das Langhaus ist mit einem biberschwanzgedecktem Satteldach versehen, der Chor mit einem Walmdach.

## Ausstattung
- Spätgotisches dreiteiliges geschnitztes Altarretabel aus der Zeit um 1500

Der Flügelaltar ist Maria geweiht mit dem Erzengel Michael im Gesprenge.
In der Predella – der Sockel des Altaraufsatzes – ist die Szene des Abendmahls dargestellt.
Am gedeckten Tisch, der fast die gesamte Breite des Reliefs ausfüllt, sitzt Christus in der Mitte, neben ihm, an seiner Brust, ruht Johannes, der Lieblingsjünger. Sie werden zu beiden Seiten von je zwei Jüngern flankiert. An den Stirnseiten des Tisches finden sich je drei weitere. Judas mit dem Geldsack ist als der Verräter mit dem Rücken zum Betrachter dargestellt.
- Der Taufstein aus dem Jahr 1878 war eine Stiftung des damaligen Bürgermeisters von Wogau.
- Sakramentshäuschen mit einer Grabplatte des zweiten Ehefrau des Juristen Peter Theodoricus von 1633.
- Grabsteine an der Stelle des Kanzelaufgangs
- eine Gedenktafel mit Inschrift

## Orgel
Die Orgel wurde 1873 vom Blankenhainer Orgelbauer Adalbert Förtsch errichtet. Sie ersetzte die Barock-Orgel aus dem Jahr 1727 von dem Großlöbichauer Orgelbaumeister Johann Bartholomäus Heinemann. Die 2-manualige Förtsch-Orgel wurde 1958–1963 überarbeitet von der Firma Böhm aus Gotha und dabei nach dem „neuen“ Zeitgeschmack wesentlich umdisponiert zur folgenden heutigen Disposition:
| Hauptwerk (I. Manual) C–f3 |       |  |
| Prinzipal                  | 8′    |  |
| Hohlflöte                  | 8′    |  |
| Gemshorn                   | 4′    |  |
| Rohrquinte                 | 2 ⁄3′ |  |
| Mixtur                     | 3f    |  |

| Oberwerk (II. Manual) C-f3 |        |  |
| Liebl. Gedackt             | 8′     |  |
| Prinzipal                  | 4′     |  |
| Holzflöte                  | 2′     |  |
| Quinte                     | 1 3⁄3′ |  |

| Pedal C–d1 |     |  |
| Subbass    | 16′ |  |
| Oktavbass  | 8′  |  |
| Choralbass | 4′  |  |

- Koppeln: I/II, I/P.

## Glocken
Die jetzigen eisernen Glocken sind 1920 von der Glockengießerei Schilling in Apolda gegossen und am 30. Januar 1921 geweiht worden (Ersatz der dem Ersten Weltkrieg geopferten ursprünglichen Bronzeglocken aus dem Jahr 1727).